# 서호중학교
서호중학교(西湖中學校)는 대한민국 경기도 수원시 권선구 서둔동에 있는 공립 중학교이다.

## 학교 연혁
- 2005년 5월 1일 : 30학급 인가
- 2006년 3월 1일 : 초대 최동환 교장 취임
- 2006년 3월 6일 : 제1회 신입생 입학(일반학급 10학급 385명)
- 2006년 5월 1일 : 급식실 개관
- 2007년 8월 24일 : 글샘터(도서실) 개관식
- 2008년 10월 13일 : 어학실 개관
- 2008년 12월 24일 : 과학실 개관
- 2009년 2월 12일 : 제1회 졸업(졸업생 376명)
- 2010년 2월 10일 : 학교신문 '서호중학보' 창간
- 2017년 3월 1일 : 경기도교육청 혁신학교 재지정
- 2023년 9월 1일 : 제7대 이윤영 교장 취임
- 2024년 1월 5일 : 제16회 졸업(졸업생 99명)
- 2024년 3월 4일 : 제19회 신입생 입학(일반학급 3학급 74명)

## 참고 자료
- 서호중학교 - 한국교육학술정보원 학교알리미